# Антонио Венијер
Антонио Венијер (око 1330. - 23. новембар 1400) је био 62. млетачки дужд у периоду између 1382. и 1400. године. Потицао је из млађе млетачке породице, која је дала неколико дуждева. За време његове владавине почела је дуга млетачка владавина у Албанији и Зети, са седиштима у градовима Скадру и Драчу.
За време његове владавине су често избијали пожари, али је Млетачка република тада била највећа поморска сила.

## Детињство и младост
Године 1380. Антонио је постао подеста замка Тенедос у Анадолији, потом, 1381. постаје капетан Кандије.

## Долазак на власт
Када је од куге 16. октобра 1382. године умро дужд Микеле Морозини, околне италкијанске државице су искористиле нестабилност у републици и опљачкале све млетачке поседе. Млечане је захватила куга и трговина је обустављена. Многе млетачке подесте, попут породица Градениго, Корнаро, Зен и Лоредан, су нападале Венецију да би се дочепали положаја дужда, али Венеција је упорно брањена. 21. октобра је одлучено да се то државно питање реши мирним путем и тада је Антонио због своје ригидности и због тога што се истакао у рату за Кјођу, избран за дужда. Антонио је свестан ситуације у републици успео да се врати у Венецију већ 21. јануара 1383. године. Антонио се показао као уман дужд. Његов долазак на власт славио се годину дана. Тада су дашавале разне свечаности, борбе бикова, трке и куглња.
Његова владавина је почела млетачким освајањем Крфа и проширивањем власти на Егејском мору. Антонио је поред тога организовао многе грађевинске пројекте, попут обнове луке и поплочавања трга Светог Марка.

## Антонио у Угарском грађанском рату (1382—1387)

### Савазништво са краљем Твртком I
Када је 10. септембра 1382. године, после смрти краља Лајоша I Великог избио угарски грађански рат, Антонио је био на страни његове кћерке Марије, али у лето 1383. године је променио мишљење. Када је босански краљ Твртко, позвао Антонија у помоћ против Угарске овај му се одазвао и у помоћ му послао своју армаду под вођством Николоа Басеја. Због тога је Антонио омрзнут од стране угарске краљице Марије. Због тога што се плашио угарске освете над Босанцима, Антонио је 20. јула 1385. године посредовао за мир, до кога је дошло 23. августа у Краљевој Сутјесци, али се и поред тог мира рат наставио. Због тога је Антонио поново 5. октобра посредовао за мир.

### Савезништво са Жигмундом Луксембуршким
У августу 1385. године бохемиски краљ Жигмунд Луксембуршки, бивши вереник краљице Марије је, уз Антонијеву подршку, напао Угарску, али када се Марија удала за Жигмунда напад је прекинут и Бохемија и Угарска су се спојиле у једну државу. После тога Антонио је био у савезу са новом Угарско-бохемијском државом, јер није желео да се Карло III Напуљски, још један кандидат за угарски престо, учврсти у Угарској. Антонио је тако постао Твртков непријатељ, али није хтео да квари односе са њим. Твртко је њему понудио савез, али је понуда одбијена 9. априла 1388. године. Убрзо потом Жигмунд је због Тврткових напада на Задар затражио помоћ од Антонија, који је пристао под условом да му Жигмунд плати за своје услуге, али Антонио је убрзо одустао од тога и постао неутралан у том рату, али је ипак обавештавао Жигмунда о Тврковим успесима у Далмацији. Антонио је чак 29. априла 1390. године послао посебног изасланика да испита расположење духова у Далмацији. Млечани су покушали да посредују за мир између Угарске и Босне, али ти покушаји нису успели, па је Млетачка република 26. маја обуставила све своје акције у рату. Твртко је Антонију неколико пута писао, први пут 8. јула да се похвали због успеха, а други пут је тражио од Антонија да се већ једом определи за страну у рату, али Антонио се никад није определио.

### Ратови у Далмацији
За време Антонијеве владавине водили су се ратови између Пага и Задра 1394. године и ратови у Сплиту 1398. године. У тим ратовима су једне и друге стране тражиле помоћ од Антонија или од Жигмунда.

## Ратови у Италији
Млетачка република је на почетку Антонијеве владавине живела у миру, али 1392. године на власт у Падови је дошао Франческо Новело, који је планирао да у савезу са Миланским господарем Ђан Галецом Висконтијем и аустријским војводом Анбрехтом III, нападне Венецију, али су га Галецо и Албрехт напали и Франческо је да би сачувао државу Падову морао да Антонију да неке територије у Падови. Падова је тако постала млетачки вазал.

## Куповина Аргоса
Године 1388. Млетачка република је купила Аргос са Нафплиом. Млетачки подеста те области Веторе Пасквалиго је на острву Бурдзи саградио дворац Мар, да би одбранио Нафплио од Турака.

## Освајања у Зети и Албанији
За време Антонијеве владавине дошло је до првих млетачких сукоба са Турцима, јер су се неки албански великаши, уместо да прихвате турски врховну власт предали Антонију. Тако су се на пример 1393. године Млечанима предали Дукаћини предајући им Љеш. Млечани су помагали Крсташима у Никопољском крсташком рату против Турака, али су Крсташи поражени и млетачке лађе су спасиле и самог Жигмунда. Ђурађ II Балшић је 14. априла 1396. године уступио Антонију градове: Скадар, Дриваст и његову околину, Свети Срђ, острва Скадарског језера, леву обалу реке Бојане све до мора и тврђаву Шати. Као награду Ђурађ је добио плату од 1 000 дуката годишње, али је 1399. године избила побуна против млетачке власти у околини Скадра и Дриваста и побуњеници су опљачкали стоваришта соли код Светог Срђа. У тој тешкој ситуацији дошло је и до Првог млетачко-турског рата.

## Проблеми у породици и смрт
Последњих година живота Антонио је имао проблема са својим сином Алвизеом, којег је он бацио у тамницу јер је поверовао клевети, да је Алвизе нападао и присиљавао супругу неког племића да се уда за њега. Антонио је одбио да помилује Алвиза и он је тешко болестан умро у тамници. Антонио је после тога пао у депресију и никад се није опоравио.
Усред свих догађаја у Зети, Антонио је умро 23. новембра 1400. године и сахрањен је у базилици Сан Ђовани е Паоло, која се налази недалеко од гроба његове супруге Агнес и кћерке Урсуле.

## Породично стабло
|  |                    |  |  |  |  |  |  |  |  |  |  |  |  |  |  |  |
|  | 2.                 |  |  |  |  |  |  |  |  |  |  |  |  |  |  |  |
|  |                    |  |  |  |  |  |  |  |  |  |  |  |  |  |  |  |
|  |                    |  |  |  |  |  |  |  |  |  |  |  |  |  |  |  |
|  | 1. Антонио Венијер |  |  |  |  |  |  |  |  |  |  |  |  |  |  |  |
|  |                    |  |  |  |  |  |  |  |  |  |  |  |  |  |  |  |
|  |                    |  |  |  |  |  |  |  |  |  |  |  |  |  |  |  |
|  | 3.                 |  |  |  |  |  |  |  |  |  |  |  |  |  |  |  |
|  |                    |  |  |  |  |  |  |  |  |  |  |  |  |  |  |  |
|  |                    |  |  |  |  |  |  |  |  |  |  |  |  |  |  |  |